# NGC 5757
NGC 5757 (również PGC 52839) – galaktyka spiralna z poprzeczką (SBb), znajdująca się w gwiazdozbiorze Wagi. Odkrył ją William Herschel 19 maja 1787 roku. Jest to galaktyka z aktywnym jądrem.